# Balclutha delicatus
Balclutha delicatus är en insektsart som beskrevs av Baker 1903. Balclutha delicatus ingår i släktet Balclutha och familjen dvärgstritar. Inga underarter finns listade i Catalogue of Life.